# Polzet (Grimm)
"Daumesdick" (KHM 37) i "Daumerlings Wanderschaft" (KHM 45) són dos contes de fades recollits pels Germans Grimm al 1819.
Estan protagonitzats per dos personatges diferents: "Daumsdick" el primer i "Daumerling" el segon, però en català es coneixen tots dos com a Polzet (igual que el personatge de Charles Perrault) o com a Patufet (igual que el personatge popular català).
En anglès també es confonen sota un mateix nom, el de Tom Thumb (igual que el personatge popular anglès).

## Sinopsi

### Daumesdick
En el primer conte, una pobre parella de camperols sense fills desitgen en veu alta tenir un nen "tant se val com de petit sigui". Set mesos més tard la dona té un nen "no més gran que un polze" que anomenen "Polzet" i que esdevé una criatura assenyada i àgil. Mentre creix desitja ajudar el seu pare en les seves tasques així que un dia li pregunta si el pot dur a la feina donant ordres al cavall mentre seu a la seva orella. De camí, dos homes estranys s'adonen que el cavall és dirigit per una forta veu, i quan descobreixen que pertany a una persona que seu a l'orella de l'animal, pregunten el camperol si poden comprar el petit nen per "fer una fortuna" exhibint-lo. En Polzet convenç a son pare per agafar els diners i se'n va amb els homes assegut sobre d'un dels seus barrets. Al cap d'una estona enganya als homes per a que el deixin baixar i s'amaga en un forat de ratolí.
Més tard, de nit, intenta dormir en una closca de cargol però és despertat pel so d'uns lladres que planegen robar la casa d'un pastor. En Polzet s'ofereix a ajudar-los entrant a la casa i treien les coses per a ells. Els lladres accepten però un cop dins la casa, en Polzet fa molt soroll i desperta els propietaris fent veure que ajuda als lladres cridant "Què voleu? Ho voleu tot...?" però fent molt obvi el robatori. Una minyona es desperta i fa fora els lladres però no veu el nen que aconsegueix passar una bona nit dormint al farratge sec. Al matí, la minyona alimenta la vaca amb el fenc on està dormint en Polzet, que un cop a l'estómac comença a cridar, però el pastor creu que es tracta d'un "esperit maligne" i la mata tirant l'estómac al femer. Abans que en Polzet aconsegueixi sortir completament de l'estómac, un llop se'l menja. Ara, des de l'interior de l'estómac del llop, el persuadeix per anar a casa dels seus pares amb la pretensió de menjar-se tot el que hi hagi. Els seus pares maten el llop per aconseguir treure el seu fill i prometen no vendre'l mai més ni per "totes les riqueses del món." Li donen aliment, beguda i roba nova.

### Daumerlings Wanderschaft
En el segon conte hi ha semblances i diferències. En aquesta versió el protagonista de la mida d'un polze és fill d'un sastre. En Polzet se'n va pel món a cercar fortuna. Abans d'anar-se'n son pare li dona una agulla com a espasa i sa mare un àpat final. El vapor de l'olla de cuina l'expulsa per la xemeneia i lluny de casa. El petit home va a la casa d'un mestre artesà, cercant d'aprendre amb ell, però no li agrada el menjar d'allà. Desconfia de la mestressa de la casa que l'empaita per sobre la taula amb una baieta intentant copejar-lo o agafar-lo com un insecte. Finalment el fa fora de casa.
Al bosc, el troben una banda de lladres, que el recluten per ajudar-los a robar la cambra de tresor del rei. Passat els sentinelles, comença a llançar monedes per la finestra als lladres. Això deixa perplexes el rei i els guàrdies que no poden trobar el lladre amagat però estan segurs que els estan robant. En Polzet els burla mentre empaiten l'intrús invisible de la cambra del tresor. Finalment se'n va amb l'última de les monedes i escapa. El lladres li ofereixen fer-lo el seu capità però ell ho declina.
Després el contracten com a criat a una fonda però de seguida molesta a les minyones perquè les observa secretament per informar l'hostaler de quan roben del celler. Per venjar-se una minyona el dona d'aliment a les vaques junt amb herba. En Polzet (com en l'altra versió de la història) és devorat per una vaca i confon l'hostaler quan la seva veu surt de dins. La vaca és sacrificada i encara que en Polzet intenta fugir de les vísceres, acaba sent cuinat en un púding negre amb la carn. El púding és finalment tallat a talls per la mestressa de la casa i en Polzet un cop més a penes escapa en vida.
Reprenent el seu viatge, en Polzet és atrapat per una guineu al bosc però aconsegueix agafar-se en el seu pap. Convenç la guineu per alliberar-lo i munta darrere l'animal que el porta a casa del seu pare, donat per explorat el món. El seu pare està tan complagut de veure'l, que permet a la guineu de menjar-se els pollastres del galliner, perquè "segurament estimi el seu nen més que les aus del camp."